# Varvarivka, Novi Sanjarî
Varvarivka (în ucraineană Варварівка) este un sat în comuna Bohdanivka din raionul Novi Sanjarî, regiunea Poltava, Ucraina.

## Demografie
Componența lingvistică a localității Varvarivka
     Ucraineană (94,78%)
     Rusă (3,21%)
     Maghiară (1,2%)
Conform recensământului din 2001, majoritatea populației localității Varvarivka era vorbitoare de ucraineană (94,78%), existând în minoritate și vorbitori de rusă (3,21%) și maghiară (1,2%).